# Zemljopis Gruzije
Gruzija je pretežito planinska zemlja izrazite reljefne raznolikosti. Na sjeveru graniči s Rusijom, na jugu s Azerbajdžanom, Armenijom i Turskom. Sjevernu granicu s Rusijom čini planinski lanac Veliki Kavkaz s najvišim vrhom Gruzije, 5068 m visokom Šharom.
Svojom površinom obuhvaća na sjeveru južne ogranke Velikoga Kavkaza te na jugu dio Maloga Kavkaza. U porječju toka rijeke Rioni do obala Crnoga mora, pruža se Kolhidska nizina (gruz. კოლხეთის დაბლობი) koja obuhvaća aluvijalne ravnice
Glavne rijeke Gruzije su Kura (Mtkvari), Psou i Rioni. Rijeka Kura izvire u planinama Kavkaza, dužina joj je 1515 km, a površina porječja približno 198.300 km². Utječe u Kaspijsko jezero. Rijeka Psou se nalazi na području Zapadnog Kavkaza. Cijelom dužinom svoga tijeka njeno korito predstavlja granicu između Ruske Federacije i Republike Abhazije. Rijeka Rioni je najveća rijeka u zapadnoj Gruziji. Izvire na Kavkazu, teče prema zapadu i ulijeva se u Crno more u blizini grada Poti. Na njezinim obalama leži grad Kutaisi. Brojne rijeke Velikoga i Maloga Kavkaza koriste se za rad manjih hidroelektrana.
Klima Gruzije je suptropska sve do umjereno kontinentalne. Srednja temperatura u siječnju iznosi 5 °C, a u srpnju 23,6 °C.